# استیفان دالی
استیفان دالی (انگلیسی: Stephanie Daley) یک فیلم در سبک درام است که در سال ۲۰۰۶ منتشر شد. از بازیگران آن می‌توان به امبر تمبلین، تیلدا سوینتن، تیموتی هاتن، وینسنت پیازا و ملیسا لیو اشاره کرد.